# Metahuntemannia spinosa
Metahuntemannia spinosa är en kräftdjursart som först beskrevs av Walter Klie 1939.  Metahuntemannia spinosa ingår i släktet Metahuntemannia och familjen Huntemanniidae. Inga underarter finns listade i Catalogue of Life.